# ناري الكفل
ناري الكَفَل (الاسم العلمي: Aethopyga)، هو جنس من الطيور من عائلة طائر الشمس. توجد الأنواع في هذا الجنس في جنوب آسيا وجنوب شرق آسيا وأجزاء من الصين. العديد من الأنواع مثل الطائر الشمسي ذو الغطاء الرمادي، وطيورأبو، وأبو طائر الشمس، وتبولي طائر الشمس، وطائر الشمس المعدني المجنح، و طائر الشمس الوسيم و طائر الشمس ليناز مستوطنة في الفلبين.